# Mistrzostwa Polski w Podnoszeniu Ciężarów Kobiet 2015
Mistrzostwa Polski w Podnoszeniu Ciężarów Kobiet 2015 – 22. edycja mistrzostw Polski w podnoszeniu ciężarów kobiet odbyła się w dniu 24 października 2015 roku w Makowie Mazowieckim.

## Wyniki
| Konkurencja | Złoto                                                | Wynik         | Srebro                                       | Wynik         | Brąz                                           | Wynik        |
| ----------- | ---------------------------------------------------- | ------------- | -------------------------------------------- | ------------- | ---------------------------------------------- | ------------ |
| 48 kg       | Agata Zacharek (AKS Białogard)                       | 154 (68+86)   | Katarzyna Feledyn (Wisła Puławy)             | 139 (58+81)   | Sylwia Oleśkiewicz (Omega Kleszczów)           | 136 (62+74)  |
| 53 kg       | Wioleta Jastrzębska (WLKS Siedlce Nowe Iganie)       | 162 (73+89)   | Kinga Mróz (Feniks Siedlce)                  | 156 (71+85)   | Marlena Polakowska (GLSK POM Iskra Piotrowice) | 154 (70+84)  |
| 58 kg       | Joanna Łochowska (UKS Zielona Góra)                  | 206 (94+112)  | Katarzyna Kraska (Górnik Polkowice)          | 178 (78+100)  | Agata Rok (Feniks Siedlce)                     | 178 (80+98)  |
| 63 kg       | Aleksandra Klejnowska-Krzywańska (Zawisza Bydgoszcz) | 194 (84+110)  | Katarzyna Ostapska (MAKS Tytan Oława)        | 186 (80+106)  | Aleksandra Michalska (Górnik Polkowice)        | 180 (82+98)  |
| 69 kg       | Patrycja Piechowiak (Budowlani Nowy Tomyśl)          | 213 (98+115)  | Jolanta Wiór (GKS Andaluzja Piekary Śląskie) | 195 (90+105)  | Maria Wrzosek (MLKPC Sokołów Podlaski)         | 172 (77+95)  |
| 75 kg       | Katarzyna Lisewska (Feniks Siedlce)                  | 210 (97+113)  | Kinga Kaczmarczyk (MAKS Tytan Oława)         | 180 (80+100)  | Dorota Kubica (LKS Dobroszyce)                 | 160 (66+94)  |
| +75 kg      | Aleksandra Mierzejewska (Legia Warszawa)             | 229 (102+127) | Małgorzata Wiejak (Zawisza Bydgoszcz)        | 228 (104+124) | Sabina Bagińska (WKS Śląsk Wrocław)            | 226 (97+129) |